# Bête Noire
Bête Noire är det sjunde studioalbumet av den brittiske sångaren och låtskrivaren Bryan Ferry, släppt den 2 november 1987. Bête Noire nådde stor kommersiell och kritisk framgång; albumet nådde plats 9 på den brittiska albumlistan och fick guldcertifikat i Storbritannien.
Efter succén med Boys and Girls (1985), önskade Ferry ett mer dansant sound för sitt nästa album och inledde ett samarbete med den amerikanske musikproducenten Patrick Leonard, känd för sitt långvariga samarbete med Madonna. Fem av låtarna från Bête Noire skrevs av Ferry och Leonard tillsammans. 
Låtarna The Right Stuff, Kiss and Tell och Limbo från albumet släpptes som singlar. Den förstnämnda var en omarbetad version av The Smiths instrumentala B-sida Money Changes Everything från 1986, med text skriven av Ferry. The Smiths gitarrist Johnny Marr spelade gitarr även på The Right Stuff. Både The Right Stuff och Kiss and Tell blev stora hits i Storbritannien och USA; Kiss and Tell är Ferrys enda solosingel att nå topp 40 på den amerikanska singellistan. Låten var även med i soundtracket till den amerikanska dramafilmen Neon - Bright Lights, Big City från 1988. 
Det finns spekulationer om att Ferry skrev Kiss and Tell som en respons till Jerry Halls självbiografi Jerry Hall's Tall Tales, utgiven 1985, där hon avslöjade detaljer om förhållandet hon hade med Ferry mellan 1975 och 1977.

## Låtlista
Samtliga låtar skrivna av Bryan Ferry och Patrick Leonard om inte annat anges.
| 1. | Limbo         |       | 5:00 |
| 2. | Kiss and Tell | Ferry | 4:57 |
| 3. | New Town      | Ferry | 4:50 |
| 4. | Day for Night |       | 5:35 |
| 5. | Zamba         |       | 3:00 |

| 1.           | The Right Stuff      | Ferry/Johnny Marr             | 4:25  |
| 2.           | Seven Deadly Sins    | Ferry/Chester Kamen/Guy Pratt | 5:10  |
| 3.           | The Name of the Game |                               | 5:28  |
| 4.           | Bête Noire           |                               | 4:53  |
| Total längd: | Total längd:         | Total längd:                  | 43:18 |